# Ambalagere, Dod Ballapur
Ambalagere là một làng thuộc tehsil Dod Ballapur, huyện Bangalore Rural, bang Karnataka, Ấn Độ.